# Argonauti
Za druga značenja ovog pojma vidi Argonaut.
Argonauti (starogrčki: Αργοναύται), družba heroja iz grčke mitologije koji su u godinama što su prethodile Trojanskom ratu pratili Jazona u Kolhidu (današnja Gruzija) u njegovoj potrazi za Zlatnim runom. Ime su dobili prema brodu Argo koji je nazvan prema svom graditelju Argu. "Argonauti" stoga doslovce znači "moreplovci s Arga". Ponekad se nazivaju Minijanima prema prapovijesnom plemenu s tog područja.

## Priča
Nakon smrti kralja Kreteja, Eoljanin Pelija uzurpirao je polubratu Ezonu jolčko prijestolje te je postao kralj Jolka u Tesaliji (blizu današnjeg grada Volosa). Zbog tog nezakonitog čina proročanstvo ga je upozorilo kako će potomci Eola tražiti osvetu. Pelija je usmrtio svakog istaknutog potomka Eola kojeg je uspio pronaći, ali je poštedio Ezona nakon dramatičnih molbi njegove majke Tiro. Pelija je ipak utamničio Ezona i prisilio ga da se odrekne svog naslijeđa. Kasnije je Ezon oženio Alkmeju koja mu je rodila sina Diomeda. Pelija je namjeravao odmah ubiti dijete, ali je Alkmeja dozvala svoje rođakinje da plaču nad njime kao da je mrtvorođenče. Odglumila je pogreb i prokrijumčarila dijete do gore Pelion gdje ga je odgajao kentaur Hiron koji mu je promijenio ime u Jazon.
Kada je Jazonu bilo 20 godina, otišao je po savjet u proročište koje mu je naredilo da se preodjene kao Magnezijanin, odjene leopardovu kožu i ponese dva koplja, a tek onda neka krene na jolčko prijestolje. Jazon je učinio kako su mu rekli. Sada je novo prorčanstvo upozorilo Peliju kako treba pripaziti na čovjeka s jednom cipelom. Jednog dana Pelija je predsjedavao žrtvenom svečanošću u čast Posejdona, koju su pohodili neki okolni kraljevi. Među masom stajao je visoki mladić u leopardovoj koži sa samo jednom sandalom. Pelija ga je prepoznao kao svog nećaka. Jazon je izgubio sandalu dok je prelazio muljevitu rijeku Anavros. Pomogao je starici koja ga je molila za prijevoz. Ta je žena bila prerušena Hera koja je željela kazniti Peliju zbog toga što je zanemario žrtvene običaje u njenu čast. Kada je Pelija susreo Jazona, nije ga ubio na licu mjesta jer su se ondje nalazili neki istaknuti kraljevi iz Eolove obitelji. Umjesto toga, pristupio je mladiću i upitao ga: "Što bi učinio ako bi proročište objavilo da je netko od tvojih sugrađana predodređen da te ubije?" Jazon je odgovorio da bi ga poslao da donese Zlatno runo, ne znavši da je Hera stavila te riječi u njegova usta.
Jazon je kasnije saznao kako Peliju proganja duh Friksa, koji je pobjegao iz Orhomena jašući na božanskome ovnu kako bi izbjegao da bude žrtvovan, te je potražio zaklon u Kolhidi gdje mu je kasnije onemogućen primjeren pokop. Prema proročištu, Jolk nikad neće napredovati sve dok se njegov duh ne vrati na brod zajedno s runom zlatnog ovna. To je runo sada visjelo s drveta u gaju Kolhiđanina Aresa, čuvan danju i noću od vječno budnog zmaja. Pelija se prethodno zakleo Zeusu da će predati prijestolje pri Jazonovu povratku, istodobno iščekujući da će Jazonov pokušaj krađe Zlatnog runa biti fatalni pothvat. Hera je ipak djelovala u Jazonovu korist tijekom njegovog pogibeljnog putovanja.
Jazona su pratili neki od najvažnijih junaka antičke Grčke. Broj Argonauta se razlikuje, ali je obično između 40 i 55; tradicionalne verzije ove priče spominju brojku od 50 ljudi.
Neki pretpostavljaju da je legenda o Zlatnom runu utemeljena na običajima crnomorskih plemena postavljanja janjećeg runa na dno potoka kako bi uhvatili zlatnu prašinu koja se ispire s gornjih tokova. Ovi običaji se i danas mogu vidjeti, posebice u gruzijskoj regiji Svaneti.

## Posada Arga
Ne postoji konačan popis Argonauta. Mnogi će Grci tvrditi kako su njihovi preci bili Argonauti, te su mnogi ubrojeni među njih bez ikakve pouzdanosti. Sljedeći popis je ništa više od educiranog pogotka. 
Argonauti (Jazon i Medeja nisu ponekad ubrojeni) su:
1. Admet
2. Akast
3. Amfion
4. Ankej
5. Arg
6. Askalaf
7. Atalanta (ostali tvrde kako joj je Jazon zabranio pristup zato što je žena)
8. Autolik
9. Belerofon
10. Butes
11. Edip
12. Ehion
13. Ergin
14. Etalid
15. Eufem
16. Eurijal
17. Filoktet
18. Front
19. Heraklo/Herkul
20. Hila
21. Ida
22. Idmon
23. Ifit
24. Jazon
25. Jolaj
26. Kalais
27. Kant
28. Kastor
29. Kitisor
30. Laert
31. Lincej
32. Medeja
33. Melaj
34. Meleager
35. Mops
36. Nestor
37. Ojlej
38. Orfej
39. Palemon
40. Patroklo
41. Peja
42. Pelej
43. Polideuk (ili Poluks)
44. Polifem (Ejlatov sin, koji se borio s Lapitima protiv kentaura)
45. Poriklimen
46. Talaj
47. Telamon
48. Tifis
49. Zeto

## Argonauti u književnosti
- The Life and Death of Jason (1867.) Williama Morrisa
- Hercules, My Shipmate (1945.) Roberta Gravesa
- The Greek Myths Roberta Gravesa
- Jason and Medeia Johna Gardnera -- moderna, epska poema na engleskom.
- Argonautica Gaja Valerija Flaka -- latinska epska poema iz prvog stoljeća poslije Krista.
- Argonautica Apolonija Rođanina -- helenistička, grčka epska poema.
- Les Argonautes (2013), Dimitris Michalopoulos ISBN 978-235-37425-1-6

## Argonauti na filmu
Do danas su snimljena dva filma s naslovom Jazon i Argonauti.
Jazon i Argonauti (1963), redatelja Dona Chaffeyja, prikazuje Jazona koji ugošćuje igre nalik Olimpijadi i izabire članove posade među pobjednicima. Jazon je oduševljen svojom posadom.
Hallmarkov prezentacijski TV film, Jazon i Argonauti (2000), u drugu ruku, prikazuje Jazona koji se otisnuo bez ikakvog veslačkog iskustva u potrazi za članovima posade. U njoj se nalazi i lopov koji kaže "Tko je bolji od lopova da ugrabi Zlatno runo?"
Film naslovljen "Vesyolaya hronika opasnogo puteshestviya" (Vesela kronika opasnog putovanja) snimljen je u Sovjetskom Savezu 1986. sa slavnim ruskim glumcem Aleksanderom Abdulovom. (imdb)

## Više informacija
- Argo Navis, nekadašnje zviježđe
- Argonaut Mine
- Jazon za više detalja o potjeri za Zlatnim runom

## Vanjske poveznice
- Today's voyage of the Argonauts Eksperimentalno putovanje od Jolka do Venecije
- Timeless Myths: Argonauts